# یواس‌اس ابل (ایان-۵۸)
USS Abele (AN-58)) 

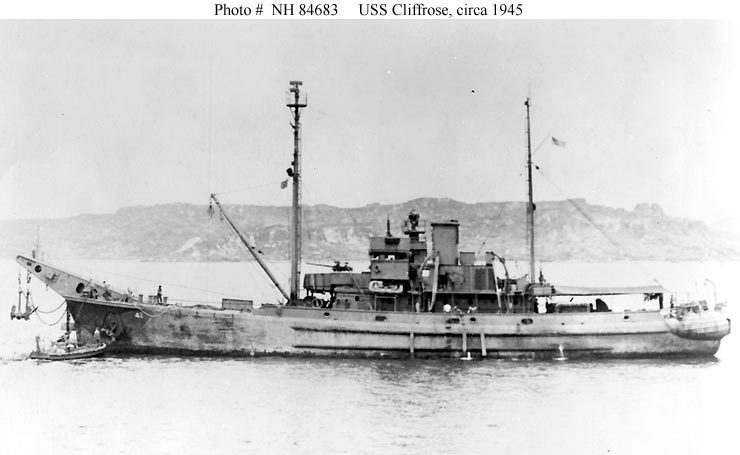
USS Cliffrose (AN-42)

یواس‌اس ابل (ایان-۵۸) (به انگلیسی: USS Abele (AN-58)) یک کشتی بود که طول آن ۱۶۸ فوت ۶ اینچ (۵۱٫۳۶ متر) بود. این کشتی در سال ۱۹۴۳ ساخته شد.